# Zovk
Zovk (en arménien Զովք) est une communauté rurale du marz de Kotayk, en Arménie. Elle compte 945 habitants en 2008.